# Ken Olsen
Pour les articles homonymes, voir Olsen.
Kenneth Harry Olsen, dit Ken Olsen, est un ingénieur américain, né le 20 février 1926 à Bridgeport (Connecticut) et mort le 6 février 2011 à Indianapolis. En 1957, il est le cofondateur, avec Harlan Anderson et son frère Stan Olsen, de la société Digital Equipment Corporation (DEC), qu'il dirigea jusqu'en 1992.

## Biographie

### Origines familiales et études
Kenneth Harry Olsen naît à Bridgeport (Connecticut) le 20 février 1926, de Oswald et Elizabeth Svea Olsen, et grandit dans la ville voisine de Stratford, avec ses trois frères et sœurs.
Ses grands-parents paternels ont immigré de Norvège et ceux maternels de Suède.
Ken Olsen est scolarisé dans le college de Stratford.
Il commence une activité professionnelle en travaillant les étés dans un atelier d'usinage. Il acquiert aussi une réputation d’inventeur dans son voisinage, en construisant des gadgets électroniques et en réparant des radios dans son sous-sol, en compagnie de son frère Stan.
De 1944 à 1946, Olsen est militaire dans l’United States Navy. Olsen est ensuite étudiant au Massachusetts Institute of Technology, où il obtient un bachelor of science en 1950 et un master of science en 1952 en génie électrique,.

### Débuts
Olsen reste au MIT et travaille quelques années sur le projet Whirlwind de Jay Wright Forrester, pionnier de l’informatique interactive, et de Robert Everett (computer science) (en).  Il réalise un ordinateur pour tester les mémoires à tores de ferrite qui étaient en développement.  C'est là qu'il prend goût à l’informatique interactive. Il travaille ensuite au projet SAGE pour lequel il est délégué par le laboratoire Lincoln au centre IBM de Poughkeepsie. Souhaitant quitter le monde universitaire, il décide quelques années plus tard de fonder sa propre société en s’associant à un de ses collègues chercheurs, Harlan Anderson.

### DEC
Le 23 août 1957, Ken Olsen, son frère Stan Olsen et Harlan Anderson fondent la société Digital Equipment Corporation (DEC), après avoir contacté l'investisseur en capital-risque Georges Doriot (American Research and Development Corporation (en)) pour réunir les 70 000 dollars nécessaires. 
À partir de cette date, il s’apprête à diriger DEC pendant plus de trente ans. 
Ainsi, dans les années 1960, il a l’idée de commercialiser des mini-ordinateurs, prisés par des sociétés de taille moyenne, qui se révèlent être une alternative intéressante aux gros ordinateurs de type mainframe vendus par IBM ou Univac aux grandes entreprises. 
Son associé Anderson quitte assez rapidement l’entreprise. 
Vers la fin des années 1980, il fait de DEC la deuxième société d’informatique au niveau mondial, derrière IBM, avec plus de 120 000 salariés et des ventes de 14 milliards de dollars. 
En 1986, le magazine Fortune le déclare « le meilleur entrepreneur d’Amérique ». 
Il est néanmoins considéré comme trop autoritaire et insensible aux nouvelles tendances comme celle de l’ordinateur personnel. 
En juillet 1992, à la suite de cet échec de prise de conscience, le conseil d'administration de la société le pousse ainsi à démissionner. 
D’anciens salariés ont toutefois reconnu que DEC a été « un bel endroit où travailler », comme l’a dit Gordon Bell, ancien vice-président à l’origine de succès technologiques, ensuite parti chez Microsoft. 
Olsen s’est distingué  le long de sa carrière par son style de management et sa capacité à favoriser l’innovation technologique. Notamment, il a promu l’organisation matricielle, largement utilisée depuis dans l’industrie. 

### Retraite de DEC
Ken Olsen crée alors une nouvelle entreprise, Advanced Modular Solutions, qui fait faillite peu après. Retraité, il fonde le Ken Olsen Science Center au Gordon College de Wenham, Ses archives sont conservés en cet endroit.
En 2006, Bill Gates reconnaît dans un hommage la grande influence qu’ont eue Olsen et les produits de DEC sur lui.

### Fin de vie
Son épouse depuis 1950, Eeva-Liisa Aulikki Olsen, disparaît en mars 2009. Il meurt deux ans plus tard, le 6 février 2011 à 84 ans : ils ont eu trois enfants : une fille Ava Memmen, deux fils James et Glenn (ce dernier mort avant 2011).